# لوکر (کمیک)
لوکر (به انگلیسی: Looker) با نام کامل امیلی «لیا» بریگز، یک شخصیت خیالی ابرقهرمان در کتاب‌های کامیک آمریکایی منتشر شده توسط دی‌سی کامیکس است. شخصیت لوکر توسط نویسنده مایک دبیلیو. بار و طراح جیم آپارو خلق شده است که برای اولین بار در شمارهٔ ۲۵ بتمن و بیگانه‌ها (سپتامبر ۱۹۸۵) حضور پیدا کرد.
او دارای توانایی بسیار بالا در دورکاری ذهن است که او را به یکی از قدرتمندترین روانکاوها بر روی زمین تبدیل کرده است. در پی از دست دادن انسانیت خود به یک خون‌آشام، امیلی همچنین قابلیت‌ها و نقاط ضعت خون‌آشام‌ها را بدست آورد.
لوکر در مجموعه تلویزیونی دنیای مشترک ارو ورس تحت عنوان بلک لایتنینگ با بازی سوفیا واسیلویا حضور دارد.

## توانایی‌ها و قدرت‌ها
لوکر دارای طیف کاملی از توانایی دورکاری ذهن شامل دورآگاهی که به او اجازه ورود و خواندن ذهن، و برقراری ارتباط ذهنی در فواصل دور با دیگران را می‌داد، دورجنبی، متابولیسم بسیار بالا، روان سنجی، کنترل ذهن، شناور ساختن اجسام در هوا و ایجاد سپر دفاعی توسط نیرو است. اما تمام اثربخشی قدرت‌های او به حالت و وضعیت فیزیکی بدن لوکر بستگی داشت. او پس از اینکه به نفرین سبک خون‌آشام‌ها دچار شد دارای توانایی‌هایی نظیر روند پیری مهارشده و به نظر نامیرا، قدرت، سرعت، استقامت و واکنش ابرانسانی، حواس ابرانسانی مانند قدرت بینایی بسیار بالا شد. با توجه به ماهیت خون‌آشامی که داشت، لوکر قادر به تغییر شکل ناگهانی به دود (مه یا بخار) را داشت. یکی دیگر از قابلیت‌های خون‌آشامی او احضار و کنترل ذهنی جانوران موذی است، که توسط آن قادر به احضار جمعیت گسترده‌ای از جانوران ترسناک کوچک می‌باشد. اما دو توانایی یاد شده تنها در شب قابل اجرا هستند.
زمانی که لوکر توسط خون‌آشام گزیده شد، به دلیل ترکیب صفات ژن متا، فرایند دگرگونی با نتیجه‌ای غیرمنتظره مواجه شد. برخلاف بیشتر خون‌آشام‌ها که از نور خورشید یا نمادهای مذهبی رنج می‌برند، لوکر قادر به گشت و گذار در روز نیز بود و نمادهای مذهبی هیچ اثری بر وی نداشتند. او تنها یک نقطه ضعف داشت و آن عطش به خون بود. لوکر وابستگی شدیدی به خون انسان برای تجدید نیروی خود داشت و خون تنها منبع تغذیه برای او به‌شمار می‌رفت. او توانایی عامل زوددرمانی نیز داشت، به ویژه زمانی که از منبع دارای خون تغذیه می‌کرد. او همچنین در حضورهای اولیه خود یک رویاپرداز آگاهانه است.